# Nivelles-Baulers
Nivelles-Baulers – były tor wyścigowy o długości 3,72 km, znajdujący się niedaleko Brukseli w Belgii.
Obiekt zbudowany w 1971 roku, był gospodarzem dwóch Grand Prix Belgii w 1972 i 1974 roku. Tor miał być bezpieczniejszą alternatywą dla Spa-Francorchamps, jednakże okazało się, że był aż za bezpieczny. Długie odcinki rozbiegowe i tor jazdy bez urozmaiceń sprawiły, że był uznawany przez kierowców za nudny i banalny. Również wśród widzów, których dzieliła duża odległość od całej akcji, nie zdobył popularności.
Stosunkowo szybko nadeszły problemy ekonomiczne. Organizator wyścigu zbankrutował w 1974 roku. Jednakże udało się zebrać wystarczająco dużo sponsorów aby odbyło się nadchodzące Grand Prix Belgii, które w tym roku miało mieć miejsce na Nivelles-Baulers. W 1976 roku, kiedy znów przypadała kolei toru na organizację wyścigu Formuły 1, zły stan nawierzchni doprowadził do zmiany lokalizacji Grand Prix na tor Zolder.
W 1980 roku uznano go za zbyt niebezpieczny dla jakichkolwiek sportów samochodowych, jednakże zawody motocyklowe odbywały się aż do 1981 roku. Wtedy to, 30 czerwca, licencja toru wygasła i obiekt został oficjalnie zamknięty. Do późnych lat 90. budynki na pit lane oraz sam tor stały opuszczone. Na początku XXI wieku obszar zrównano z ziemią i jest obecnie częścią parku przemysłowego. Mimo upływu lat, można zobaczyć zarys toru m.in. na zdjęciach satelitarnych.

## ZwycięzcyGrand Prix Belgiina torze Nivelles-Baulers
| Sezon | Kierowca           | Zespół       |        |
| ----- | ------------------ | ------------ | ------ |
| 1972  | Emerson Fittipaldi | Lotus-Ford   | Wyniki |
| 1974  | Emerson Fittipaldi | McLaren-Ford | Wyniki |